# Heoclisis fulvifusa
Heoclisis fulvifusa is een insect uit de familie van de mierenleeuwen (Myrmeleontidae), die tot de orde netvleugeligen (Neuroptera) behoort. 
Heoclisis fulvifusa is voor het eerst wetenschappelijk beschreven door Kimmins in 1939.